# يقظة كاملة
اليقظة الكاملة (بالإنجليزية: mindfulness) هو نهج فكري ونفسي يهدف إلى التركيز على الاحداث الداخلية والخارجية التي تحدث في اللحظة الراهنة ويمكن تطوريها من خلال ممارسة التأمل وبعض التدريبات الأخرى.
مصطلح اليقظة هو ترجمة لمصطلح «بالي ساتي» وأصبح معروفا بالاونة الأخيرة عن طريق جون كابات زين الأب الروحي لهذه الممارسات. وقد أشارت دراسات بحثية اجريت على الكثير من السكان أن ممارسة اليقظة ترتبط ارتباطا وثيقا مع زيادة السعادة واليقظة الصحية التي تنطبق على كل المجتمع وعلى أماكن محددة مثل أماكن العمل والمدارس ، وقد أظهرت الدراسات أيضا أن الاجترار والقلق يسهمان في الأمراض النفسية مثل الاكتئاب والقلق، واستخدم الوعي التام في علم النفس السريري والطب النفسي منذ 1970 حيث وضع عدد من التطبيقات العلاجية على أساسه لمساعدة الناس الذين يعانون الكثير من الظروف النفسية المختلفة، كما يستخدم في علم النفس بهدف التقليل من الضغوط النفسية والجسدية، فمثلا لقد اسهم في التقليل من أعراض الاكتئاب، والحد من التوتر، وفي علاج إدمان المخدرات، وأظهرت الدراسات الحديثة أن اليقظة تقلل بشكل كبير الألم من خلال آليات متعددة وفريدة من نوعها ولذلك اكتسبت شعبية في جميع أنحاء العالم حيث انها أحد الوسائل المميزة للتعامل مع العواطف وكما وثقت الدراسات السريرية فوائدها على الصحة البدنية والعقلية وعلى مختلف الفئات من مرضى وكذلك على البالغين والأصحاء والأطفال. كما تم اعتماد برامج تعتمد عليه وعلى نماذج مماثلة له على نطاق واسع في المدارس والسجون والمستشفيات ومراكز قدامى المحاربين، وغيرها من البيئات.

## ممارسة التأمل
يقوم الشخص بالجلوس واغلاق عينيه وعقد قدميه على سادة أو كرسي وظهره مستقيم ويركز على التنفس البطني وعلى عمليتي الشهيق والزفير وإذا تشتت الشخص من عملية التنفس يلاحظ فكرة ماتجه إليها العقل، ولكن يجب عدم التفكير بها ومعاودة التركيز على الشهيق والزفير. وقدم كابات زين في برنامجه مبسر ممارسة شهيرة، وهي التركيز بطعم الزبيب وتناوله بعناية ويعتبر ذلك مثال على تناول الطعام بوعي تام.
يبدأ المتأملون بفترات قصيرة تبدأ من 10 دقائق أو نحو ذلك يوميا بانتظام، ومع مرور الوقت يصبح من السهل التركيز لفترات طويله على التنفس وفي نهاية المطاف نتمكن من نقل التركيز من التنفس إلى الأفكار والمشاعر والأفعال.
و ظهر اهتمام جديد لدراسة أجريت عن آثاره على الدماغ باستخدام تقنيات التصوير العصبي، والتدابير الفسيولوجية والاختبارات السلوكية.
اشارات بحوث على المنظور العصبي عن كيفية عمل التأمل بان نتائجه تظهر ببعض التراكيب العصبية مثل التنظيم الانتباهي، وإدراك الجسد والتنظيم العاطفي مع مراعاة بعض الجوانب مثل الشعور بالمسؤولية، والأصالة، والرحمة، والقبول الذاتي، وأظهرت الدراسات أن التأمل يساهم في الشعور بالتماسك والصحة والذات والتجانس أكثر من ذي قبل وعلاوة على ذلك تقترح تقنيات التصوير العصبي أن هذه الممارسات ترتبط مع «التغيرات في القشرة الحزامية الأمامية، والإنسولا وتقاطع الصدغ الجداري، والشبكة الامامية الحوفيه والهياكل وشبكة الوضع الافتراضي» وكما قد تبين أن التغيرات العاطفية والسلوكية ترتبط بالتغيرات الوظيفية والهيكلية في الدماغ. وتقترح أيضا أن شبكة الوضع الافتراضي للدماغ يمكن استخدامها كعلامة بيولوجية محتملة لرصد الفوائد العلاجية للتأمل.